# Fischerzeugnis

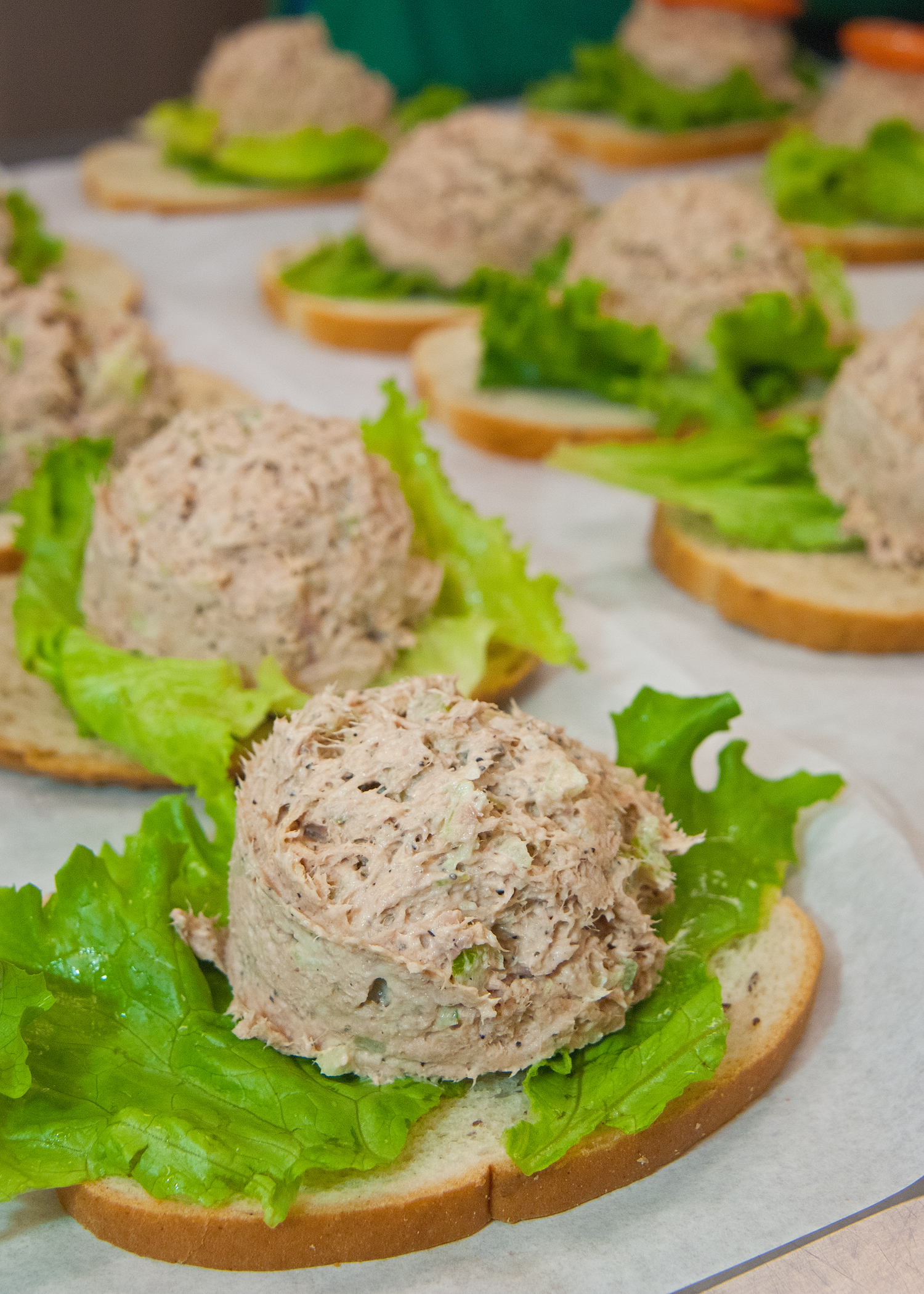
Thunfischsalat

Fischerzeugnisse sind Lebensmittel aus Fischen, die durch verschiedene Verfahren gar gemacht, zum Verzehren zubereitet oder durch Trocknen haltbar gemacht sind. Auch Fischteile zählen zu den Fischerzeugnissen sowie das Garen unter Verwendung von Zutaten.

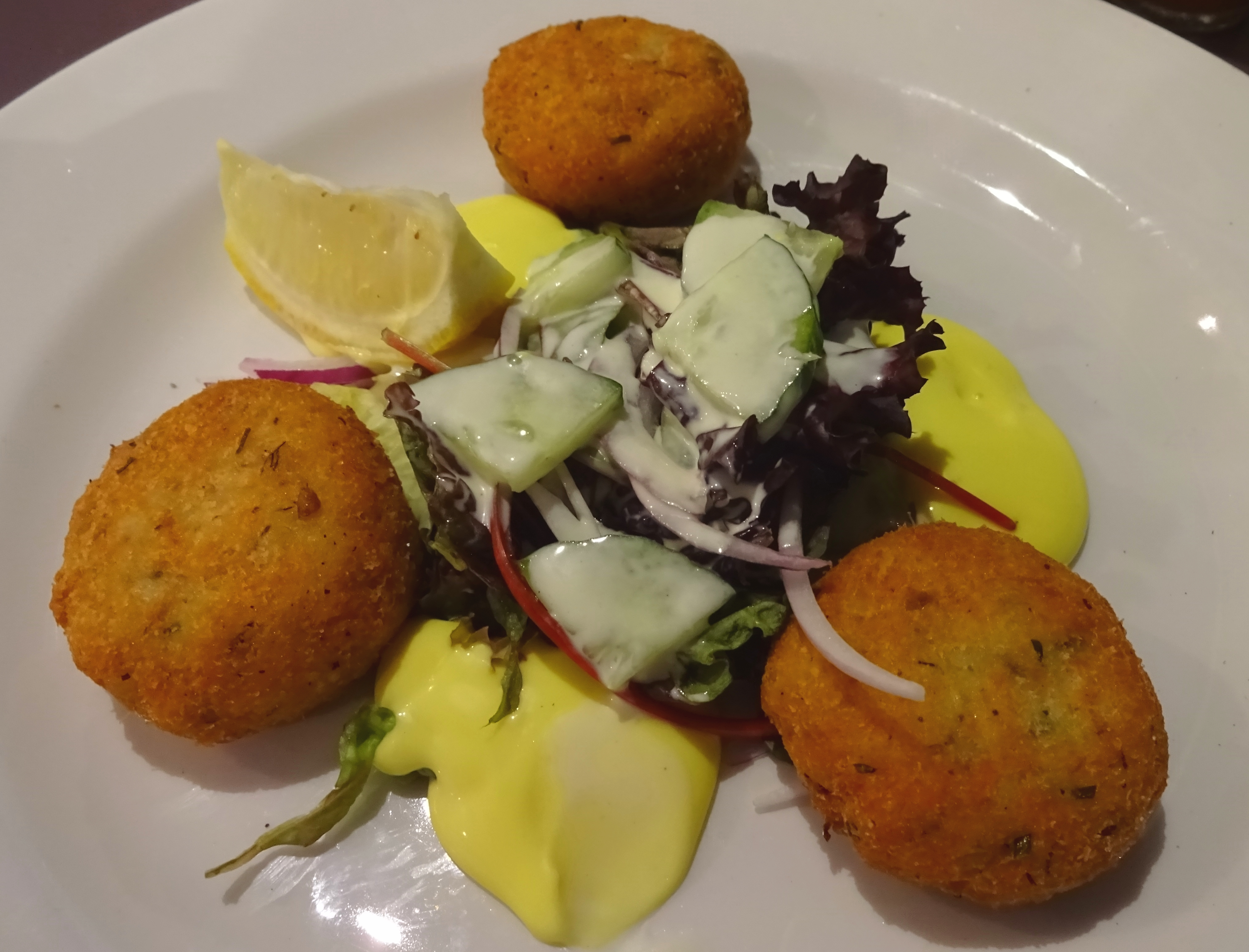
Fischfrikadellen

Nach den „Leitsätzen für Fische, Krebs- und Weichtiere und Erzeugnisse daraus“  werden Fischerzeugnisse nach ihrer Art und Herstellung bezeichnet. Weist die Bezeichnung oder die bildliche Darstellung hervorhebend auf Zutaten, dann sind diese Zutaten in deutlich geschmackprägender Menge vorhanden (z. B. „Heringsfilet in Sahnesoße“ oder „Sahne-Heringsfilet“ aber nicht „Sahnefilet“).

## Fischsalat
Fischsalate sind Zubereitungen aus zerkleinerten Fischerzeugnissen, Gemüsen, Obst, Gewürzen und Soßen. Als Soßen sind Mayonnaise, Salatmayonnaise, andere emulgierte Zubereitungen üblich, wahlweise aus Speiseöl, Essig, Sahne, Joghurt, Crème fraîche und anderen geschmackgebenden oder den Genusswert erhöhenden Zutaten. Mit Mayonnaise hergestellte Fischsalate werden den Feinkostsalaten zugerechnet. Salate mit Fleisch von Fischen werden in den Leitsätzen für Feinkostsalate beschrieben.

## Unterscheidung Fischdauerkonserven und pasteurisierte Fischerzeugnisse
Der Unterschied zwischen Fischkonserven und pasteurisierten Fischerzeugnissen liegt allein in der Temperatur während des Konservierungsprozess, im Handel sind beide Fischerzeugnisse ohne ausdrücklichen Hinweis nicht zu unterscheiden.
Pasteurisierte Fischerzeugnisse werden unter 100 °C gargemacht und sind nur begrenzt haltbar, daher auch als Halbkonserven anzusehen.
Fischdauerkonserven werden bei über 100 °C sterilisiert, sodass alle Keime abgetötet werden. Fischdauerkonserven sind insbesondere:
- Fischerzeugnisse in eigenem Saft, Aufguss, in Öl, in Soßen (Saucen, Tunken) oder Cremes;
- Fischpasten: streichfähige Massen aus fein zerkleinerten, von Gräten befreiten Fischteilen, mit oder ohne Zusatz von Fett, Bindemitteln und Gewürzen;
- Fischpasteten: Zubereitungen aus Feinfischen (z. B. Aal, Lachs, Forellen) und feinen Zutaten
- Fischklöße, Fischklopse, Fischbällchen, Fischfrikadellen
- Vorgerichte oder Horsd’œuvre mit einem Zusatz von Fisch
- Erzeugnisse aus Fischen unter Mitverwendung von Feingemüsen, Pilzen, Früchten u. a. in Öl, Aufgüssen, Soßen (Saucen, Tunken), Cremes.

## Liste der Fischerzeugnisse
- Getrocknete Fische
- Räucherfische
- Gesalzene Fische
- Erzeugnisse aus gesalzenen Fischen
- Anchosen
- Marinaden
- Brat- und Backfischwaren
- Kochfischwaren und Fischerzeugnisse in Gelee
- Pasteurisierte Fischerzeugnisse (unter 100 °C gargemacht)
- Fischdauerkonserven
- Fischsalate
- Erzeugnisse aus Surimi
- Tiefgefrorene Fischerzeugnisse.